# Tritosulfuron
Tritosulfuron (ISO-naam) is een herbicide met als brutoformule C13H9F6N5O4S. De stof behoort tot de groep van sulfonylureumverbindingen, waarvan onder meer ook amidosulfuron, azimsulfuron, flazasulfuron, foramsulfuron, imazosulfuron, iodosulfuron, mesosulfuron en triasulfuron deel uitmaken.
Tritosulfuron is ontwikkeld door het Duitse bedrijf BASF en wordt gebruikt in het middel Biathlon dat in 2004 op de markt kwam. Andere merknamen zijn Corto en Tooler.

## Toepassingen
Tritosulfuron is een selectief, systemisch herbicide dat door de bladeren van tweezaadlobbige onkruiden wordt opgenomen en met de sapstroom verdeeld doorheen de planten. De stof remt de enzym acetolactaatsynthase (ALS), waardoor de aanmaak van bepaalde aminozuren wordt geremd en de groei van de planten uiteindelijk stopt. Het is voornamelijk effectief bij jonge, actief groeiende onkruidplanten. Het kan worden gebruikt bij de teelt van graangewassen (maïs, haver, spelt, rogge, triticale, durum en zomer- of wintergerst en -tarwe) en van coniferen.

## Regelgeving
Tritosulfuron werd door de Europese Unie opgenomen in de lijst van toegelaten gewasbeschermingsmiddelen voor de periode van 1 december 2008 tot 30 november 2018.
In België is enkel het herbicide Callam (dat 60% dicamba en 12,5% tritosulfuron bevat) erkend voor de periode tussen 9 juli 2012 en 5 augustus 2019.

## Toxicologie en veiligheid
Tritosulfuron heeft een lage acute toxiciteit voor zoogdieren, zowel oraal als dermaal of via inhalatie. De stof is niet irriterend voor de ogen of de huid, maar kan de huid gevoelig maken. Ze wordt niet beschouwd als een carcinogene of genotoxische stof. De aanvaardbare dagelijkse inname (ADI) is vastgesteld op 0,06 mg/kg lichaamsgewicht per dag.